# Gerhard Laartz
Gerhard „Hugo“ Laartz (* 29. Juli 1940 in Berlin) ist ein deutscher Rock- und Fusionmusiker (Keyboard). Er leitete die in der DDR beliebten Bands Music-Stromers und Modern Soul Band.

## Leben
Laartz, der nach dem Besuch der Oberschule ab 1957 eine Lehre als Fernmeldemechaniker machte, gründete Ende der 1950er Jahre die Skiffleband Music-Stromers, zunächst als Trio mit Peter Schadetzky und Gunter Stein. Die Band, anfangs eine Amateurgruppe, trat ab 1960 als Quintett und zeitweilig auch als Sextett auf. 1961 gehörten Dieter Finke, Fredy Baumert und Dieter Fisch zu den Music-Stromers. Zudem wurden sie in das Ensemble der Berliner Arbeiterjugend aufgenommen und nahmen an Kreis- und Bezirksausscheiden der jungen Talente teil.
Anfang 1964 veränderte sich der Stil der Band, und sie spielte Beatmusik und coverte auch zahlreiche englische Hits. Nach einem Auftrittsverbot 1968 und einem Intermezzo als Bassist in der Michael-Fritzen-Combo gründete Laartz im Sommer des gleichen Jahres mit Berufsmusikern das Modern Septett. Daraus entstand 1970 die von ihm geleitete Modern Soul Band, die bis 1990 bestand (und nach einer kurzen Pause (1991) bis heute unter seiner Leitung besteht) und zahlreiche Aufnahmen für Amiga einspielte, zum Teil auch in Kombination mit der Bigband von Klaus Lenz. Er komponierte auch für die DEFA-Filme Kennen Sie Urban? (1971) und Ab heute erwachsen (1985). Nach der Wende arbeitete er als Keyboardlehrer, wobei er seit 1991 wieder Konzerte und auch Einspielungen mit der Modern Soul Band organisierte. Er lebt seit 2001 überwiegend in Spanien.

## Filmografie
- 1985: Ab heute erwachsen

## Hörspiel
- 1964: Die kluge Prinzessin – Regie: Andreas Bauer (Kinderhörspiel – Litera)